# Сингхал, Амит
Амит Сингхал (англ. Amit Singhal; род. 1968) — почетный сотрудник компании Google, руководил командой ранжирования Google. Занимал пост главы отдела поиска Google. 3 февраля 2016 года покинул компанию.
Член Национальной инженерной академии США (2012).

## Биография
Родился в Индии в провинции Уттар-Прадеш. Получил степень бакалавра по computer science в университете Рурки (Индия) в 1989 году. Продолжил образование в США в Университете Миннесоты в Дулуте и получил степень магистра по computer science в 1991 году.
В 1996 году получил степень Ph.D. от Корнеллского университета, в котором он учился под руководством Джерарда Салтона, одного из пионеров информационного поиска. После окончания аспирантуры устроился на работу в исследовательский отдел AT&T, где занимался исследованиями в различных областях информационного поиска.
С 2000 года работает в Google в отделе качества поиска. New York Times назвала его главным специалистом по алгоритмам ранжирования Google. В 2001 году ему было присвоено звание почетного сотрудника за полную переработку системы ранжирования.
Газета «India Abroad» назвала его одним из 50-ти наиболее влиятельных индо-американцев.
Снялся в документальном фильме «Гугл и всемирный мозг» (Google and the World Brain, 2013) в должности старшего вице-президента компании.
Соавтор более тридцати научных работ и многочисленных патентов.